# 미야마에역
미야마에역(일본어: 宮前駅, みやまええき)은 일본 와카야마현 와카야마시에 있는, 서일본 여객철도의 철도역이다. 기세이 본선이 지나가며, 기노쿠니 선 소속 열차들을 이용할 수 있다.

## 역 구조
상대식 2면 2선 구조의 지상역으로, 분기기와 절대신호기가 없기 때문에 정류소로 관리하고 있다. 와카야마역이 관리하는 무인역으로 역사도 운영하고 있지 않다. 양쪽 승강장 쪽에 출구가 있으며, 와카야마 방면 승강장에는 자동 발권기가 있다. 양쪽 승강장을 횡단하려면 개찰구 바깥의 건널목을 이용해야 한다.

### 승강장
| 1 | ■ 기노쿠니 선 | 와카야마 · 덴노지 방면    |
| 2 | ■ 기노쿠니 선 | 가이난 · 고보 · 신구 방면 |

## 역사
- 1945년 2월 15일 - 일본국유철도 기세이사이 선의 히가시와카야마 역(지금의 와카야마 역) ~ 기미이데라 역 사이에 "미야마에 신호장"으로 개업했다.
- 1951년 12월 26일 - 신호장이 폐지되었다.
- 1928년 10월 28일 - 보통역인 "미야마에 역"으로 지금의 자리에 개업하였다.
- 1987년 4월 1일 - 민영화에 따라 서일본 여객철도의 소속이 되었다.

## 인접역
| 서일본 여객철도 기세이 본선 | 서일본 여객철도 기세이 본선 | 서일본 여객철도 기세이 본선 |
| --------------------------- | --------------------------- | --------------------------- |
| 기미이데라 신구 방면        | ■ 기노쿠니 선 보통          | 와카야마 방면               |